# Hotel Pelegrin

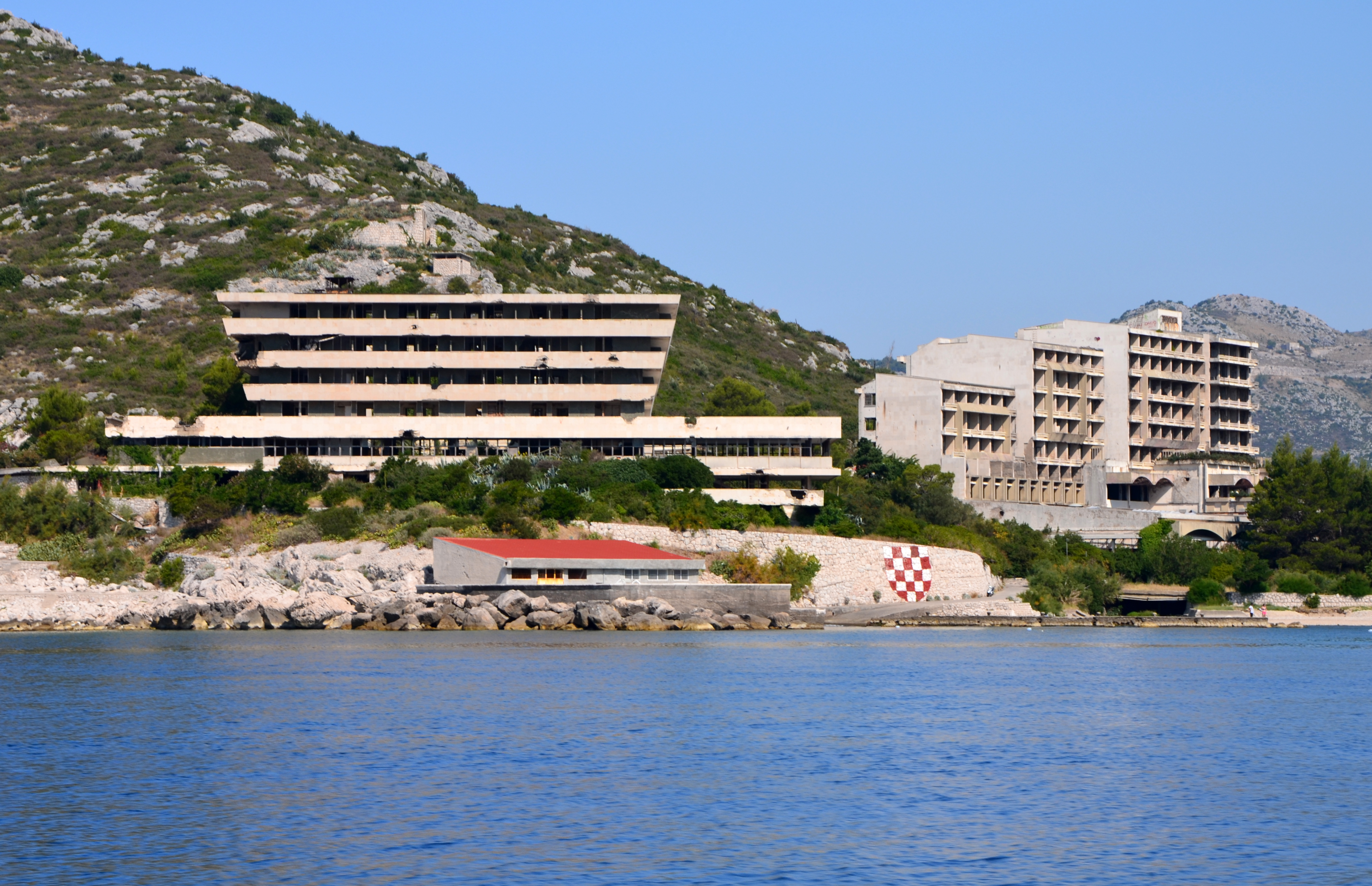
Hotel Pelegrin (vlevo) s opuštěným hotelem Kupari (vpravo).

Hotel Pelegrin se nacházel v chorvatském letovisku Kupari na pobřeží Jaderského moře. Měl k dispozici 419 postelí.

## Historie
Luxusní moderní hotel byl vybudován v první polovině 60. let 20. století. Dokončen byl roku 1963; jeho architektem byl sarajevan David Finci. Čtyřpatrový hotel vynikal především díky unikátnímu tvaru fasády; dlouhé balkony střídaly části fasády obložené mramorovými deskami. Stavební práce realizovala společnost GP Vranic ze Sarajeva a kamenné obklady dodala společnost Jadrankamen.
Hotel byl čtvercového půdorysu s jedním centrálním atriem. Díky tomu, že jugoslávská armáda disponovala dostatečnými finančními prostředky pro výstavbu takového resortu, měl architekt poměrně volné ruce při tvorbě stavby. Vznikl tak objekt, který patří k ukázkám chorvatské architektury moderní doby.
Původně byl navržen jako součást zvláštního resortu pro příslušníky vedení Jugoslávské lidové armády. V 80. letech 20. století však začal být otevřen i turistům ze Západní Evropy, především ze Skandinávie. Sloužil až do Chorvatské války za nezávislost. Během obléhání Dubrovníku byl poškozen palbou jugoslávské armády, byl opuštěn a už nikdy poté nebyl obnoven. Chorvatská vláda uvažuje o vybudování nového resortu v prostoru bývalého hotelu. V roce 2017 usilovala o prodej skupině Ritz-Carlton.

### Externí odkazy

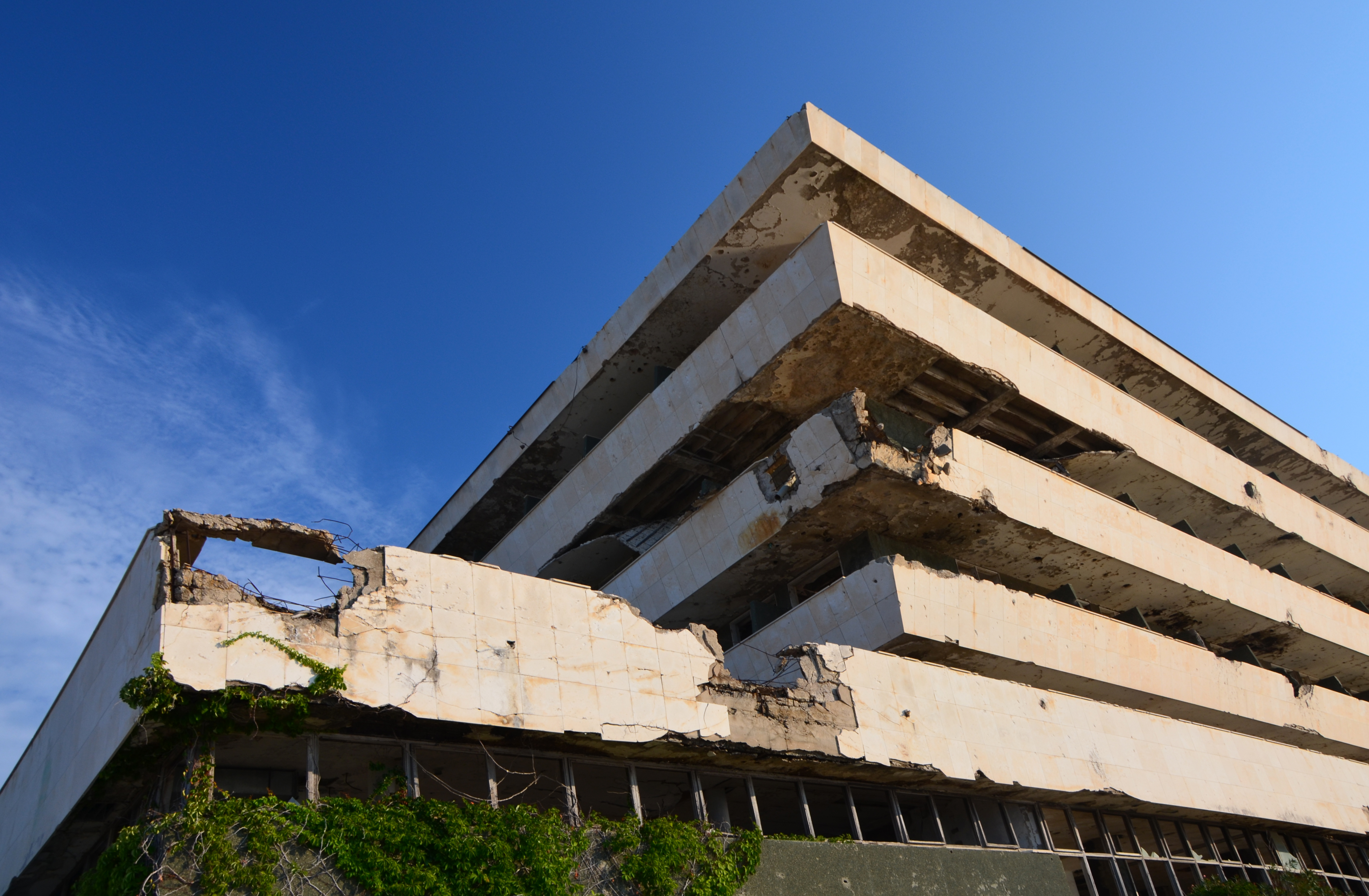
Průčelí stavby